# 李根 (足球运动员)
李根（1985年3月18—），出生于大连，足球运动员。司职中场 。

## 俱乐部生涯
2011年，李根效力于沈阳东进足球队。2012年，沈阳东进主场迁至呼和浩特市，俱乐部更名呼和浩特东进，李根作为球队主力征战中国足球协会甲级联赛。年底 呼和浩特东进降级，赛季结束后李根与球队解约。2013年，李根与哈尔滨毅腾签约，代表哈尔滨毅腾征战2013年中国足球协会甲级联赛。在2013赛季中甲联赛中，李根共为球队打入4球，跟随毅腾获得联赛亚军，成功获得一张进军2014赛季中超联赛的门票。2014年1月1日，转会窗口开启的第一天，李根以自由身加盟武汉卓尔，签约三年，征战2014中国足球甲级联赛。。2016年2月17日，中甲浙江毅腾足球俱乐部官方宣布，曾经在该队效力过的球员李根回归球队。2017年转会内蒙古中优足球俱乐部。